# Iisakki Lattu
Iisakki Lattu, född 21 augusti 1857 i Kolppana, död 7 maj 1932 i Helsingfors, var en ingermanländsk skådespelare och berättare.

## Biografi
Lattus föräldrar var bonden Aaprami Lattu och Saara Kämpäs. 1876 utexaminerades Lattu som folkskollärare och klockare från Kolppanas finländska seminarium. Han verkade som lärare i Liissilä, Rahikkala och Tuutari 1876-1884, innan han anslöt sig till Finlands nationalteater, där han verkade fram till 1902. Han var skådespelare vid teatern fram till 1918 samt fungerade som dess bibliotekarie 1884-1927, djurhandledare 1896-1918 och var medlem i förvaltningsrådet från 1909.
Under sin karriär innehade Lattu över 200 roller och medverkade även i flera filmroller. Lattu anses ha givit den finska nationalteatern ryska influenser från teatern i Moskva. Lattu verkade även som översättare till finska samt författare och skrev berättelser i tidningar, kalendrar och album. Åren 1903-1906 förde Lattu fria julbjudningar till sitt hem i Ingermanland. 1910 gjorde Lattu även två talinspelningar. Från 1890 var Lattu gift med Josefina Pitkänen (död 1930).